# Mys Szmidta
Mys Szmidta – osiedle typu miejskiego w Rosji, w Czukockim Okręgu Autonomicznym. W 2010 roku liczyło 492 mieszkańców.